# تويوتا آي كيو
تويوتا iQ (بالإنجليزية: Toyota iQ)‏ هي سيارة مدينة أنتجت بواسطة شركة تويوتا، حيث تم تسويقها في جيل واحد لأسواق اليابان (2008-2016)، أوروبا (2008-2015)، وأمريكا الشمالية (2012-2015) تحت اسم "سايون iQ". كما تم تسويق نسخة معاد تسميتها في أوروبا تحت اسم "أستون مارتن سيغنيت" بين عامي 2011 و2013.
تم تصميم iQ في استوديو تويوتا الأوروبي في نيس، فرنسا، وتتميز بهندسة مبتكرة تهدف إلى تحقيق أقصى استفادة من المساحة الداخلية وتقليص الطول. يمكن للسيارة استيعاب أربعة ركاب.
بعد عرض مفهوم السيارة في معرض فرانكفورت للسيارات عام 2007، تم الكشف عن النسخة الإنتاجية لـ iQ في معرض جنيف للسيارات في مارس 2008. بدأت مبيعاتها في اليابان في نوفمبر 2008 وفي أوروبا في يناير 2009. في 2008، فازت iQ بلقب "سيارة العام" في اليابان.
اسم "iQ" هو اختصار لمصطلح "الذكاء العام"، كما يشير إلى منافستها سمارت فورتو. الحروف "iQ" ترمز أيضًا إلى "الفردية"، "الابتكار"، و"الجودة"، مما يعكس تصميمها المكعب ويشجع المالكين على تبني أساليب حياة وأنماط سيارات جديدة.
توقف إنتاج iQ في ديسمبر 2015، وتم إيقافها رسميًا في اليابان في أبريل 2016.